# Eva Glawischnig
Eva Glawischnig (Villach, 1969. február 28. –) osztrák politikus, 2008 és 2017 között az Osztrák Zöld Párt országos szóvivője.

## Politikai karrier
1999-től az Osztrák szövetségi parlament (Nationalrat) képviselője volt. 2017. május 18-án  Glawischnig is lemondott a tisztségeiről, családi és egészségi okokra hivatkozva.